# Opsonina

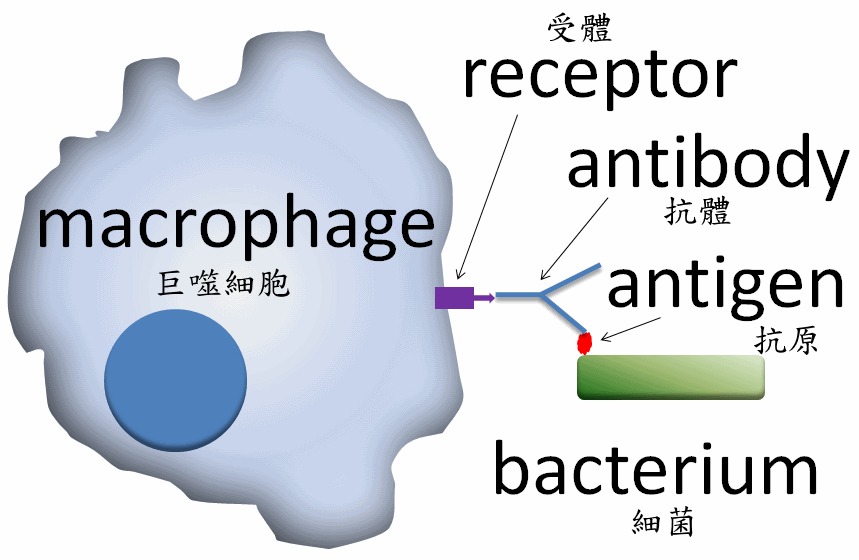
Imagen del proceso de acción de las opsoninas.

Las opsoninas son moléculas coadyuvantes de la fagocitosis. Entre ellas se encuentran las inmunoglobulinas IgG, componentes del sistema del complemento como C3b, C4b o iC3b y la lectina fijadora de manosa.
Las opsoninas reconocen los antígenos de las partículas a fagocitar, recubriéndolas. Los fagocitos (como los macrófagos o las células dendríticas) poseen receptores de opsoninas en su superficie, por lo que las opsoninas actúan como puente entre la partícula a fagocitar y el fagocito.
Fueron descubiertas en 1903 por Almroth Wright, quien describió que la fagocitosis era reforzada por anticuerpos específicos (esto es, las opsoninas). Su nombre se construyó a partir del griego opson, condimento.